# Хоркувка (гмина)
Хоркувка (пол. Chorkówka) — сельская гмина (волость) в Польше, входит как административная единица в Кросненский повет (Подкарпатское воеводство), Подкарпатское воеводство. Население — 13 087 человек (на 2004 год).

## Демография
| Перепись                       | Всего   | Всего | Женщины | Женщины | Мужчины | Мужчины |
| ------------------------------ | ------- | ----- | ------- | ------- | ------- | ------- |
| Единицы                        | человек | %     | человек | %       | человек | %       |
| Население                      | 13 087  | 100   | 6735    | 51,5    | 6352    | 48,5    |
| Плотность населения (чел./км²) | 168,6   | 168,6 | 86,8    | 86,8    | 81,8    | 81,8    |

## Соседние гмины
1. Гмина Дукля
2. Гмина Едличе
3. Кросно
4. Гмина Мейсце-Пястове
5. Гмина Новы-Жмигруд
6. Гмина Тарновец